# Sant'Angelo (Amatrice)
Sant'Angelo è una frazione del comune di Amatrice in provincia di Rieti, ubicata ai piedi della montagna di Pizzo di Sevo facente parte della catena montuosa dei Monti della Laga. I residenti, detti "Santagnari", sono pochi (circa 50 durante il periodo invernale) ma il paese prende vita con l'estate, grazie al ritorno alle origini di molti paesani emigrati. La sua comoda vicinanza con l'abitato di Amatrice ha permesso alla frazione di Sant'Angelo di diventare, nel corso del tempo, uno dei centri più abitati del territorio comunale.
Nei pressi del cimitero, sito nella parte alta del paese, è stato presente fino al 2021 il Cerro di Sant'Angelo, uno degli esemplari più antichi e grandi di cerro d'Europa. Situato in un'area ad elevato rischio sismico, l'abitato di Sant'Angelo è stato duramente colpito e strutturalmente distrutto dalla sequenza sismica del Centro Italia del 2016-2017.

## Geografia fisica
Posta a circa 1000 m di quota sul livello del mare, la frazione di Sant'Angelo ricade all'interno del parco nazionale del Gran Sasso e Monti della Laga. La morfologia della zona, piuttosto pianeggiante se confrontata a quella d'alta montagna, è modellata dai numerosi torrenti che si originano a quote più elevate. Tra questi ultimi, il torrente "Riolo" attraversa l'abitato. 
I numerosi terreni agricoli che circondano la frazione, sono sostituiti da boschi di cerro, castagno, pioppo e faggio man man che si sale di quota. 
Da Sant'Angelo si può raggiungere, tramite una serie di tornanti panoramici, Macchie Piane, un altopiano erboso posta a circa 1600 metri s.l.m da cui si gode uno dei panorami più belli di Amatrice e delle frazioni adiacenti e base di partenza di numerosi sentieri CAI che permettono la salita verso le cime dei Monti della Laga.

## Società
Si festeggia la prima domenica di settembre la Madonna di Galloro con una processione in cui la statua, posta sopra lu sacru trajone, viene portata a traino dai componenti della confraternita di San Michele Arcangelo per le vie del paese. A discapito del nome il santo patrono è però San Michele, che si festeggia la domenica successiva al 29 settembre portando la statua del santo in processione.